# Sevrier
Sevrier, in precedenza Sévrier, è un comune francese di 4 020 abitanti situato nel dipartimento dell'Alta Savoia della regione dell'Alvernia-Rodano-Alpi.

## Società

### Evoluzione demografica
Abitanti censiti